# Lars A. Fischinger

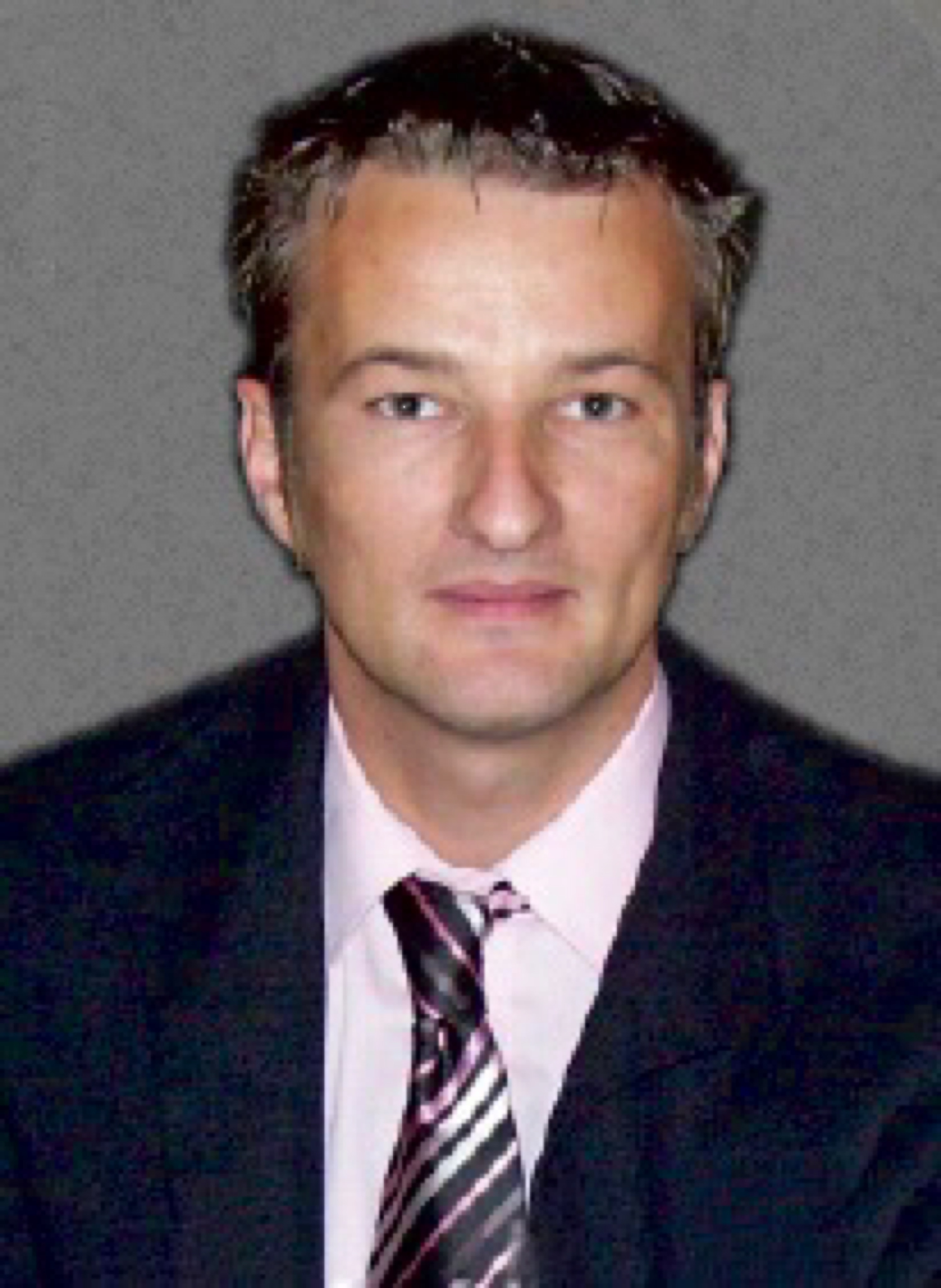
Lars A. Fischinger 2010

Lars Alexander Fischinger (* 1974 in Coesfeld-Lette, Westfalen) ist ein deutscher Sachbuchautor, Webvideoproduzent und Blogger aus den Bereichen Prä-Astronautik, UFOs, Rätsel der Archäologie, Mythologie, Religionen und Parawissenschaft.

## Leben
Fischinger arbeitete früher als Energieelektroniker für Anlagentechnik. Er war Mitherausgeber einer Zeitschrift Unknown Reality, Mitarbeiter der Magazine OMICRON und New Scientific Times, und ist seit 1994 Autor zu populärwissenschaftlichen Themen bei Fachmagazinen und dem „P.M. Magazin“. Außerdem war er Mitarbeiter für eine Prä-Astronautik-Serie bei dem Fernsehsender On Air Tokyo. Er ist seit 2002 als Schriftsteller und freier Journalist tätig.
Seit 1996 veröffentlicht Fischinger die Bücher Göttliche Zeiten, Götter der Sterne, Bevor die UFOs kamen, UFO-Sekten (mit Roland M. Horn), Begleiter aus dem Universum, … und dann kamen die UFOs, Die Götter waren hier! Der Blick ins Jenseits, Der Blick ins Jenseits II, Das Wunder von Guadalupe, Historia Mystica, Die Akte 2012 (mit Ewa Gyur) und Verbotene Geschichte, die in mehrere Fremdsprachen übersetzt wurden. Seine Arbeit Das Wunder von Guadalupe fand Zuspruch bei Papst Benedikt XVI., der Fischinger am 5. Dezember 2007 in Audienz empfing. Außerdem ist er Koautor bei einer Reihe von Anthologien der Grenzwissenschaft.
Lars A. Fischinger ist Mitglied im Verband deutscher Schriftstellerinnen und Schriftsteller (VS in ver.di), im Deutschen Journalisten-Verband und im Montségur Autorenforum.
Fischinger betreibt einen YouTube-Kanal, in dem er sich der Themen seiner Bücher annimmt, sowie einen Blog.

## Veröffentlichungen
- Göttliche Zeiten: die vergangene Zukunft der Erde. Tebbert, Münster/Westf. 1996, ISBN 3-929207-51-6.
- Götter der Sterne: Bibel, Mythen und kosmische Besucher. 2. Auflage. Reichel Verlag, Weilersbach 2006, ISBN 3-926388-41-2.
- Bevor die UFOs kamen …: seltsame Sichtungen, Begegnungen und Berichte aus vergangenen Epochen. CTT-Verlag, Suhl 1998, ISBN 3-9806077-4-7.
- mit Roland M. Horn: UFO-Sekten: Die bekanntesten UFO-Kulte; der Weltuntergang wird verschoben; wie gefährlich sind Sekten?; das Hale-Bopp-Inferno. Moewig, Rastatt 1999, ISBN 3-8118-1478-8.
- Begleiter aus dem Universum: kosmische Eingriffe seit Jahrtausenden; eine Dokumentation über die unglaublichsten Manipulationen und Verführungen. Bohmeier, Lübeck 1999, ISBN 3-89094-316-0.
- … dann kamen die UFOs: rätselhafte Erscheinungen und Kreaturen aus vier Jahrtausenden; Unerklärliches im UFO-Vorzeitalter. Bohmeier, Lübeck 2001, ISBN 3-89094-338-1.
- Die Götter waren hier! Außerirdische Besucher durch die Jahrtausende. Boheimer Verlag, Leipzig 2002, ISBN 3-89094-336-5.
- Der Blick ins Jenseits Teil: Band 1., Jenseitsglaube, Reinkarnation, Nah-Tod-Erfahrungen und Botschaften aus einer anderen Welt. Books on Demand, Norderstedt 2003, ISBN 3-7205-2478-7. (unveränderte Neuauflage Ancient Mail Verlag Betz, Groß-Gerau 2008, ISBN 978-3-935910-56-9)
- Der Blick ins Jenseits. Band 2, Books on Demand, Norderstedt 2004, ISBN 3-8334-1442-1.
- Nicht von Menschenhand – das Wunder von Guadalupe: [mit zwei Reden von Papst Johannes Paul II.] Silberschnur, Güllesheim 2007, ISBN 978-3-89845-174-1.
- Historia Mystica: Rätselhafte Phänomene, dunkle Geheimnisse und das unterdrückte Wissen der Menschheit. Ansata Verlag, München 2009, ISBN 978-3-7787-7364-2.
- Die Akte 2012. Wahn und Wirklichkeit. Silberschnur, Güllesheim 2010, ISBN 978-3-89845-310-3.
- Verbotene Geschichte: die großen Geheimnisse der Menschheit und was die Wissenschaft uns verschwiegen hat. Ansata Verlag, München 2010, ISBN 978-3-7787-7436-6 (E-Book bei Random House, 2011, ISBN 978-3-641-04146-5)
- Bevor die UFOs kamen …: Unheimliche Begegnungen und Berichte der Vergangenheit, Amazon Kindle Edition, 2012
- Der TOD: Irrtum der Menschheit? - PSI-Phänomene, Nah-Tod-Erfahrungen, UFOs und das Leben nach dem Leben. E-Book, Amazon Kindle Edition, 2013
- Rebellion der Astronauten-Wächter: Gefallene Göttersöhne, die Sintflut und versunkene Ur-Kulturen. AMRA Verlag, Hanau, 2015, ISBN 978-3-939373-46-9.
- Götter der Sterne: Bibel, Mythen und kosmische Besucher. E-Book, Amazon Kindle Edition, 2016
- Rätsel um den Dongting-See: 45.000 Jahre alte Riesen-Pyramiden in China? / Neue Fragen–Neue Fakten. Amazon Kindle Edition, 2017
- Der Wolf im Monsterpelz: El Chupacabra: Das Phänomen Ziegensauger. Amazon Kindle Edition, 2014
- UFOs aus anderen Dimensionen?: Überlegungen und Spekulationen aus der UFO-Forschung. Amazon Kindle Edition, 2018
- Globale Seefahrt vor Jahrtausenden: Hatten die frühen Hochkulturen weltweit Kenntnis voneinander? Amazon Kindle Edition, 2020
- Nazca und der „Flughafen der Außerirdischen“: Auf der Suche nach dem Mythos vom „UFO-Flugplatz in Peru“. Ancient Mail Verlag, Groß-Gerau 2020, ISBN 978-3-95652-294-9
- Globale Seefahrt vor Jahrtausenden: Hatten die frühen Hochkulturen weltweit Kenntnis voneinander? Independently published 2020, ISBN 979-8-5639-0154-4
- Der TOD: Irrtum der Menschheit?: PSI-Phänomene, Nah-Tod-Erfahrungen, UFOs und das Leben nach dem Leben, Independently published 2020, ISBN 978-1-5201-0299-3
- Historia Mystica. Rätselhafte Phänomene, dunkle Geheimnisse und das unterdrückte Wissen der Menschheit, Bassermann Verlag, München 2023, ISBN 978-3-8094-4731-3
- Verbotene Geschichte: Die großen Geheimnisse der Menschheit und was die Wissenschaft uns verschwiegen hat, Nikol Verlag, Hamburg 2024, ISBN 978-3-86820-781-1
- Dunkle Chroniken: Die verborgenen Mysterien und Geheimnisse der Menschheit, Bassermann Verlag, München 2025, ISBN 978-3-8094-4967-6

## Interview
- Sebastian Bartoschek: Lars A. Fischinger. Prä-Astronautiker und Buchautor. In: Gedankenwelten. Teil 2: Interviews zwischen Wahn und Sinn. Jmb-Verlag, Hannover 2014, ISBN 978-3-944342-39-9.